# Maniac Mansion
Maniac Mansion és un joc d'aventura gràfica publicat originalment el 1987 per Lucasfilm Games (ara coneguda com a LucasArts). Maniac Mansion s'ha tornat coneguda entre els jugadors i programadors per la seva altament aclamada jugabilitat i la seva introducció de noves idees en videojocs, incloent-hi múltiples finals possibles, múltiples personatges seleccionables per l'usuari amb capacitats molt diferents, i pistes crítiques contingudes en nombroses vídeos d'enllaç (cut-scenes). Va ser el joc per al qual es va crear i anomenar el motor SCUMM («Script Creation Utility for Maniac Mansion»), que va passar a ser utilitzat per LucasArts durant deu anys més per crear 13 títols originals. És el primer joc que va presentar Chuck la Planta (que es troba a la biblioteca). Alguns dels personatges apareixen en altres jocs d'aventura de LucasArts, especialment la seqüela, Day of the Tentacle.
El 1990 es va estrenar una sèrie de televisió anomenada també "Maniac Mansion", que estava basada en aquest joc. La sèrie, de tres temporades completes, es va produir i filmar al Canadà, i es va poder veure tant als Estats Units (The Family Channel) com al Canadà (YTV).
El juliol del 2023 el grup de Projecte 'Ce Trencada' va traduir de manera comunitària i no oficial el joc i la demostració no jugable en català, així com el pòster de pistes que acompanyava el joc original.

## Jugabilitat
Maniac Mansion té lloc en la mansió de la família Edison; ocupada pel Dr. Fred, la infermera Edna i el seu fill Ed Weird. Vivint amb els Edison hi ha dos grans tentacles sense cos, un de morat i l'altre verd creats com a fruit d'un experiment genètic.

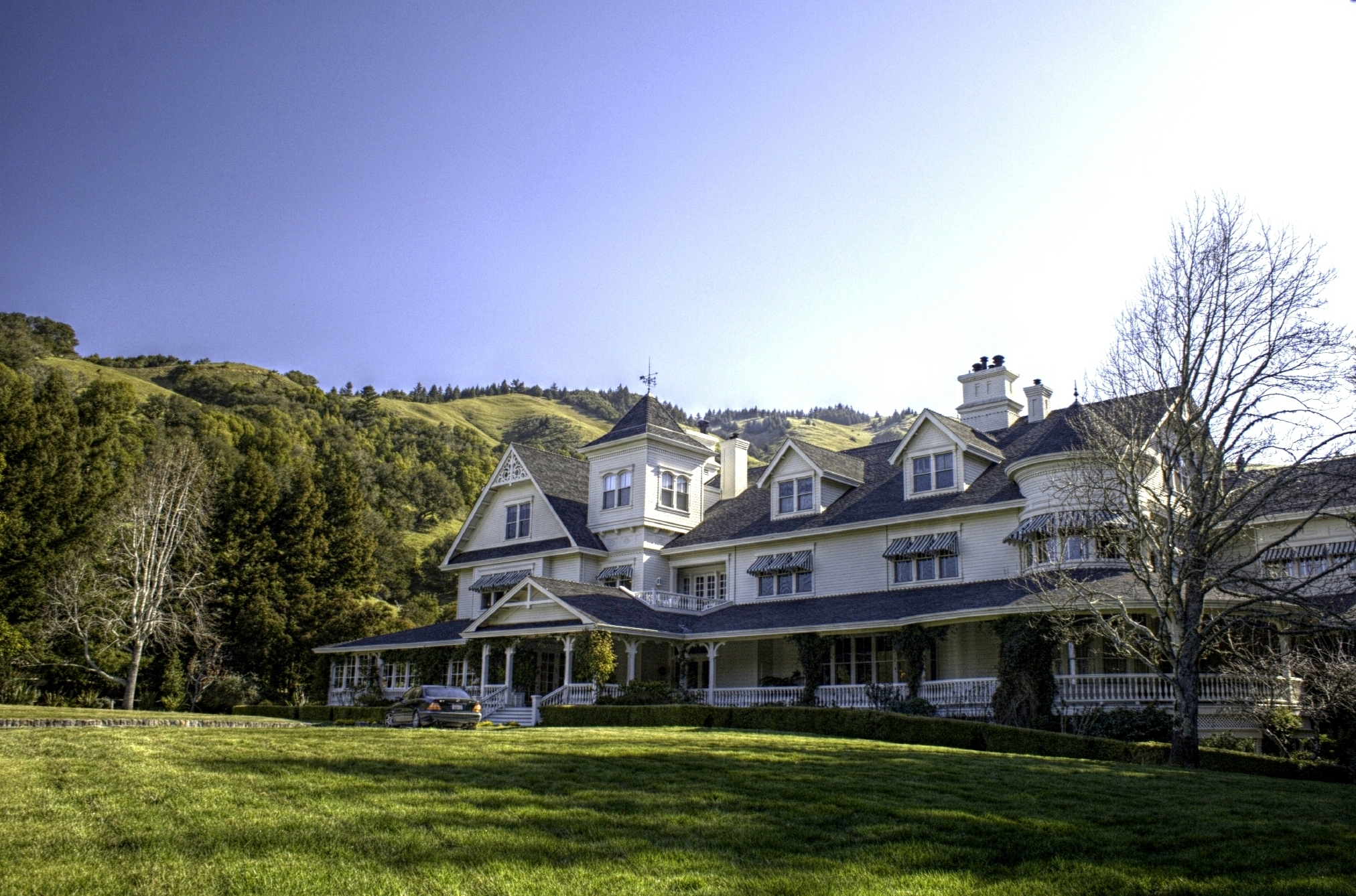
El Ranxo Skywalker va inspirar el disseny de la mansió.

Durant la seqüència d'introducció del joc es mostra com un meteorit s'estavella prop de la mansió vint anys enrere. Aquest simbiont pren el control de la família i causa que el Dr. Fred comenci a succionar cervells humans per usar en els seus experiments, mentre la seva família li anima i li recolza en aquests esforços.
Un dia, Sandy Pantz, núvia de David Miller (el protagonista), desapareix sense deixar rastre i aquest sospita que el Dr. Fred l'ha segrestat. Després de l'escena introductòria del joc, Dave i dos dels seus companys es preparen per entrar a la mansió i rescatar a Sandy. El joc comença amb una pantalla de selecció en la qual s'ha d'escollir dues dels sis personatges disponibles per acompanyar a Dave (aquesta selecció condicionarà el desenvolupament i desenllaç de la història).
Maniac Mansion és un joc de aventura gràfica amb una interfície de apunta i fes clic per guiar als personatges a través d'un món en dues dimensions en el qual haurà de resoldre endevinalles. Els jugadors poden seleccionar quinze comandos diferents amb aquest esquema; per exemple “Walk to” per moure els personatges, “New Kid” per alternar entre els tres personatges i “Pick up” per recollir objectes. Cada personatge posseeix habilitats úniques, per exemple, Syd i Razor poden tocar instruments musicals; mentre que Bernard pot reparar electrodomèstics. El joc es pot completar amb qualsevol combinació de personatges. A causa que moltes endevinalles solament es poden resoldre amb habilitats específiques, el joc oferirà diferents desenllaços depenent dels personatges escollits pel jugador.
La manera de joc és interromput regularment per “cutscenes” (terme encunyat per Ron Gilbert), que avancen en la història i mostren al jugador les accions dels personatges no jugables. Incloent al tentacle verd, els habitants de la mansió són una amenaça i ficaran als personatges jugables al calabós - o intentessin matar-los - si els veuen. També és possible que el propi jugador causi la mort d'algun dels seus personatges. En qualsevol cas, si un dels personatges mor, el jugador podrà escollir entre els restants. Finalment, el joc acaba quan tots els personatges moren. Maniac Mansion té cinc possibles finals reeixits, que dependran de la combinació de personatges que realitzi el jugador, qui sobrevisquin i que successos generin.

## Disseny

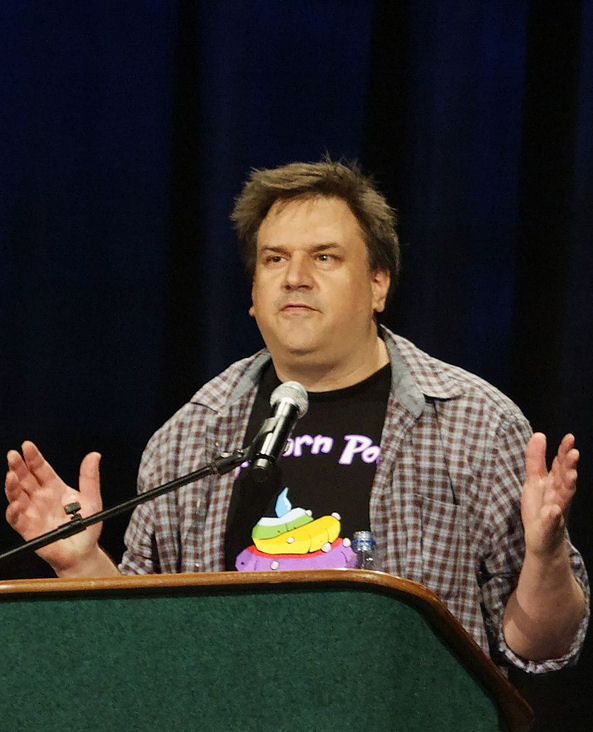
Ron Gilbert, co-creador del videojoc.

Maniac Mansion va ser concebut el 1985, quan Lucasfilm Games va assignar als seus empleats Ron Gilbert i Gary Winnick la tasca de crear un videojoc original. Gilbert havia estat contractat per Noah Falstein perquè treballés en Lucasfilm Games per tres mesos programant el joc Koronis Rift. Mentrestant, Winnick es trobava treballant a Labyrinth: The Computer Game. En unir-se per al desenvolupament d'aquest projecte, Gilbert i Winnick van descobrir que compartien un humor similar i iguals gustos sobre cinema i televisió. Per completar el projecte, Gilbert va ser contractat a temps complet. L'èxit obtingut per aquest videojoc i els seus antecessors és atribuït per Gilbert al fet que els directius de Lucasfilm Games van realitzar molt poca supervisió al procés de desenvolupament. Encara que Gilbert i Winnick són els dissenyadors i coescriptors principals, ells van treballar per separat en l'art i la programació del joc respectivament.
En la pluja d'idees realitzada per definir la història del joc, va sortir a flotació l'amor que ells sentien cap al cinema B i van decidir crear un videojoc d'una comèdia de terror ambientat en una casa embruixada. Winnick va anomenar a aquesta idea “una ridícula pel·lícula de terror adolescent”, on un grup de joves són sacrificats d'un en un mentre intenten escapar de la casa. Aquest duo creatiu va fer ús de clixés de cintes de terror populars com Divendres 13 i A Nightmare on Elm Street per configurar el joc.

## Influència
Maniac Mansion destacava per tenir múltiples finals alternatius, depenent dels personatges escollits (i dels quals aconsegueixin sobreviure), i del que facin els personatges al llarg del joc. Alguna cosa inusual en els jocs de LucasArts és la possibilitat que els personatges morin (després d'una sèrie de grans errors per part del jugador): si es produeix la pèrdua de tots els personatges perds el joc. També existeix un final alternatiu si durant el joc mor Dave, el nuvi de Sandy.
El joc va tenir certa notorietat pels seus girs en el guió, i cops d'humor. Un dels seus acudits més famosos és el de la motoserra sense gasolina, que va marcar referència en els jocs de LucasArts, que va aparèixer per primera vegada en el segon joc que també usava el motor SCUMM, Zak McKracken and the Alien Mindbenders. Consistia que apareixia gasolina solament per motoserres, però no hi havia motosierras. A més, en una posterior versió de Maniac Mansion, hi ha un pòster del joc Zack McKracken a la sala de jocs recreatius (o sala d'arcade), en el qual es pot llegir "Em va preguntar... per a què serveix la gasolina a Mart?". Un altre acudit fa referència a l'escala que hi ha a la biblioteca (amb un cartell que posa escala fora de servei). Aparentment, és un puzle del joc, però en realitat no existeix manera algun de passar per l'escala.
Una altra curiositat és que el joc complet està contingut en la seva seqüela Day of the Tentacle, accedint a ell des de l'ordinador del dormitori de l'estrany Ed.
Maniac Mansion va ser el primer joc en el qual va aparèixer Chuck the Plant (està a la biblioteca); Chuck apareix en altres dues aventures gràfiques de LucasArts i en diversos jocs d'altres empreses.

## Personatges del joc
A diferència de la majoria de les aventures gràfiques, Maniac Mansion té diversos possibles personatges amb els quals pots jugar. Controlaràs a Dave i a altres dos personatges, a escollir entre un grup de sis, cadascun d'ells amb les seves pròpies habilitats.
- Dave Miller és el protagonista del joc, ja que és el nuvi de Sandy. És el personatge que juga la major part del temps malgrat no posseir cap talent especialment. Ell serà l'únic personatge fix en l'equip de tres.

Hauràs d'escollir altres dos personatges entre els següents per completar el teu equip.
- Bernard Bernoulli, nerd; la seva habilitat és reparar tot tipus d'objectes electrònics (necessaris per a algunes endevinalles), encara que fuig fàcilment del tentacle verd, tret que un dels seus amics li acompanyi. Malgrat ser un personatge opcional igual que els altres, la seva presència és significativa, ja que és el personatge principal de la seqüela d'aquest joc: Maniac Mansion 2: Day of the Tentacle. És un personatge que permet avançar ràpidament en el joc.
- Razor és la maca capitost de la banda de punk rock Razor and the SCUMMetters. Sap molt de música i és capaç de tocar molts instruments. Està basada en la núvia de Gary Winnick, un dels dissenyadors del joc.[7] Algunes fonts diuen que està basada en la cantant/compositora Tori Amos, particularment en la carátula de I Kant Tori Read, un disc del seu fracassat grup I Kant Tori Read. Hi ha una referència al grup The SCUMMettes en Zak McKracken
- Wendy Wells és una aspirant a novel·lista amb talent per escriure.[8]
- Jeff Woodie és un surfista. No obstant això, l'única cosa que pot fer és reparar el telèfon, alguna cosa que Bernard també pot fer.
- Syd és un músic de New Wave. A més és un vell amic de Razor que té les mateixes habilitats musicals que ella.
- Michael F. Stoppe és el fotògraf del periòdic de l'institut. És un dels primers personatges d'ètnia negra apareguts en un videojoc.

### Personatges no jugables
A més dels personatges jugables, existeix un nombre de colorits personatges (metafòrica i literalment) no jugables que viuen en la mansió com el Doctor Fred, Sandy i uns altres més. Els personatges no jugables a vegades seran els teus enemics i en unes altres els teus aliats depenent de la situació.
- Infermera Edna: una luxuriosa i horrible infermera, a més de ser l'esposa del Doctor Fred. Quan un dels nois és capturat per ella, ho tanca en la masmorra.
- Ed el rar: és el fill de Fred i Edna, un maniàtic paramilitar amb una obsessió cap a la seva hàmster. Si durant el joc li robes el seu hàmster i ho escalfes en el microones est explotarà; si li retornes les restes, Fred matarà al teu personatge. En posteriors versions, en particular la versió per NES, no és possible introduir l'hàmster en el microones, ja que el joc va ser censurat. Si ajudes a Ed en els seus plans, ajudarà a passar al Tentacle Porpra en el laboratori del Dr. Fred.
- Cosí mort Ted: cosí d'Edna, és una mòmia amb el seu propi gimnàs, una col·lecció de revistes eròtiques i un sarcòfag equipat amb televisió.
- Tentacle verd i Tentacle porpra: un parell de tentacles errants. Verd aspira a ser músic de rock and roll i és maníac depressiu. Si li aconsegueixes un contracte amb una productora musical ajuda a passar al tentacle porpra en el laboratori. Porpra és l'home de confiança del Dr. Fred, encara que si li mostres la placa del policia galàctic trairà al Dr. Fred, dient que aquest el va obligar a actuar.
- Meteor porpra: és un malvat i intel·ligent meteorit de l'espai exterior. Al final del joc es revela que ha coaccionat al Dr. Fred fins a portar-lo a una vida de dolent mitjançant control mental. Depenent de com el jugador tracti al meteorit tindrem els diferents finals del joc i entre ells estarà el de la seva mort, el d'una cadena perpètua per part de la policia extraterrestre, o una aparició en un xou nocturn similar a una paròdia de David Letterman.
- Dr. Fred: científic maníac obsessionat amb els cervells. Precisament, al principi del joc diu que ha segrestat la núvia de Dave per absorbir-li el seu "preciós cervell" i convertir-la en un zombí.

## Versions
El joc va ser originalment llançat per a Commodore 64, i a causa que usava el motor gràfic SCUMM, va poder de manera relativament ràpida ser portat a altres plataformes. El líder del projecte va ser Ron Gilbert qui també ho va dissenyar al costat de Gary Winnick. El guió va ser escrit també per Ron Gilbert i David Fox. També es van publicar versions per als ordinadors Apple II, Amiga, i Atari ST.
El 1988, va sortir al mercat una versió per PC gràfics EGA (encara que era també compatible amb gràfics CGA i també amb Hèrcules (dos colors).
El 1988, Jaleco va fer una versió de Maniac Mansion per la Famicom al Japó.
El 1989, es va comercialitzar una versió millorada de Maniac Mansion amb gràfics EGA i major resolució per a PC.
El 1990, Lucasfilm va publicar en Amèrica del Nord i Europa una versió per NES fortament censurada, amb el propòsit d'acatar la política de Nintendo, per exemple van canviar la frase "t'absorbiré el cervell" per "et treuré el teu cervell" i es va eliminar una estàtua nua semblant a Alba de Miquel Àngel, entre altres coses. No obstant això, Nintendo inicialment va passar per alt la possibilitat d'escalfar l'hàmster en el microones fins a la mort. Molts centenars de còpies de Maniac Mansion van ser venudes abans que Nintendo s'adonés i demanés la seva eliminació. També en la versió del joc per NES, un bug de programació permetia seguir utilitzant el personatge com si es tractés d'un "fantasma". El sprite del personatge no apareix visible, però pots seguir movent-ho per la pantalla, sent possible finalitzar el joc amb aquest "personatge fantasma". Aquesta versió solucionava alguns bugs de l'original en el seu moment, que impedien acabar el joc.
A principis dels 90, el programador Douglas Crockford, responsable del versionat del joc per NES de Nintendo, va escriure un article titulat The Expurgation of Maniac Mansion, on detalla les seves batalles amb Nintendo durant el procés de conversió del joc. Al llarg dels primers anys dels 90, l'article es va estendre per mitjà de fotocòpies i emails massius, finalment va estar àmpliament disponible en diversos llocs webs. En l'article, Crockford detalla la discutiblement absurda política mantinguda per Nintendo a principis dels 90 respecte als seus videojocs; essencialment, la política mantenia que qualsevol es podria ofendre d'alguna manera (com per exemple amb referències religioses, llenguatge malsonant, violència o sexualitat).
Jaleco va rellançar una versió sense censura del joc per Famicom al Japó dos anys abans; aquesta versió no obstant això presentava gràfics immensament inferiors, amb fons simplificats i sense scrolling (moltes habitacions, que presentaven elaborats detalls, com a fotografies i paper pintat en les parets en les versions occidentals del joc, aquí eren presentades com a pantalles amb colors sòlids i freturosos de detalls, exceptuant els objectes necessaris per completar el joc) i personatges redibuixats d'una manera més caricaturesca, a l'estil superdeformat (aparentment com un intent per fer el joc més agradable per al públic japonès; molts dels personatges estaven acabats amb un aspecte semblant a blocs amb cares). A causa de la naturalesa del mercat de Famicom al Japó, Jaleco era un fabricant de cartutxos de videojocs, i la censura de Nintendo mai va ser necessària. D'altra banda, aquesta versió usava contrasenyes per guardar la partida excessivament llargues, de 104 caràcters de longitud.
Com a curiositat, a causa de limitacions tècniques del maquinari de l'època, en la versió original del joc (que utilitzava gràfics CGA de 4 colors) tant el Dr. Fred com la seva família es mostren amb la pell color taronja, no obstant això en edicions posteriors del joc (que usaven targetes gràfiques EGA i VGA de 16 i 256 colors respectivament) es re-van dissenyar els personatges canviant-los el color de pell taronja a blava celeste.

## Llançament
En contrast amb jocs anteriors, on Lucasfilm Games tenia un sol desenvolupador i utilitzava editors externs; l'empresa va començar a prendre el rol d'editor en aquest videojoc. Lucasfilm Games va contractar a Ken Macklin, qui al seu torn va contractar a Winnick; qui va dissenyar la portada del joc. Gilbert i Winnick van col·laborar amb el departament de màrqueting per al disseny de la contraportada. Els dos també van crear i van inserir ous de pasqua, història de fons i les bromes.
Després d'al voltant de vint-i-quatre mesos de desenvolupament, el joc va debutar en el Consumer Electronics Show de Chicago el 1987. El joc va ser llançat inicialment al mercat pel Commodore 64 i l'Apple II a l'octubre de 1987.
Després que l'empresa Toys "R" Us es queixés per la presència de la paraula “luxúria” a la contraportada, es va retirar el joc de les seves prestatgeries fins que Lucasfilm Games la va modificar.

## Recepció
Maniac Mansió va ser ben rebut per la crítica, la qual va comparar el videojoc amb un gran nombre de pel·lícules. Paul Summer, Julian Rignal i Steve Jarralt van realitzar ressenyes en les revistes Comodore User i Zzap!64 on li comparaven amb la pel·lícula The Rocky Horror Picture Show. Altres ressenyes li comparaven amb cintes com Psicosi, Divendres 13, La matança de Texas, La família Addams i Scooby-Doo.
Keith Farrell, de la revista COMPUTE!'s Gazette, esmenta la similitud de Maniac Mansion amb les pel·lícules, particularment l'ús d'escenes per “agregar informació o urgència”, lloant també l'alt nivell de detall en l'escriptura, els gràfics i l'animació: “cadascun dels adolescents es desenvolupa completament, amb característiques i vestuari que mostren enterament la seva personalitat”.
L'editor Orson Scott Card va elogiar l'humor del joc, la narració cinematogràfica i l'absència de violència, citant-lo –un convincent bon joc– i evidenciant que Lucasfilm ajudava “a fer videojocs amb narració artística”.

## Llegat
Lucasfilm va concebre la idea d'una adaptació a televisió, que compraria The Family Channel el 1990. El programa era una col·laboració entre Lucasfilm, The Family Channel i Atlantis Films i comptava amb Eugene Levy com a líder de guionistes i Joe Flaherty com el Doctor Fred. Aquesta era una comèdia situacional que va sortir a l'aire després del llançament del videojoc al mercat. Va ser emesa en YTV al Canadà i en The Family Channel als Estats Units. Parcialment basada en el videojoc, el xou s'enfocava en la vida de la família d'Edison. En retrospectiva, Gilbert va comentar que la premissa del programa va canviar gradualment durant la producció a alguna cosa totalment diferent a la trama original del videojoc. Després del seu llançament, el programa va ser ben rebut per la crítica; la revista Time el va nomenar com un dels millors nous programes de televisió de 1990. El 1993 LucasArts va publicar la seqüela, que va rebre el nom de "Day of the Tentacle" o "Dia del Tentacle", on era possible jugar a Maniac Mansion si es trobava el lloc del joc on estava ocult.
El 2004, un grup de fans van crear una versió anomenat Maniac Mansion Deluxe, que arrencava en Windows i estava fet amb AGS. Es van acolorir novament tots els escenaris a 256 colors i es va afegir música extreta de la seqüela oficial. El joc va tenir alguns bugs que van ser esmenats a força d'actualitzacions. El grup alemany Edison Interactive està desenvolupant una versió freeware amb el nom "La Nit del Meteor" (Night of the Meteor) amb gràfics similars a "Day of the Tentacle" que inclourà nous puzles, més diàlegs i música que el joc original.